# Piper anastylum
Piper anastylum är en pepparväxtart som beskrevs av William Trelease. Piper anastylum ingår i släktet Piper och familjen pepparväxter. Inga underarter finns listade i Catalogue of Life.